# Michael McCormack (Triathlet)
Michael McCormack (* 1960 in Boston) ist ein ehemaliger US-amerikanischer Triathlet und zweifacher Ironman-Sieger (1991 und 1995).

## Werdegang
1991 gewann er den Ironman Canada und er konnte diesen Erfolg im August 1995 wiederholen.
Heute lebt Michael McCormack in der Bucht von San Francisco und ist als Triathlon-Trainer aktiv. So trainierte er beispielsweise die amerikanische Triathletin Gina Kehr sowie den Schweizer Serge Meyer.
Im August 2015 startete er beim Ironman Mont-Tremblant, konnte das Rennen aber nicht beenden.

## Sportliche Erfolge
| Datum/Jahr    | Rang | Wettbewerb             | Austragungsort | Zeit     | Bemerkung |
| ------------- | ---- | ---------------------- | -------------- | -------- | --- |
| 16. Aug. 2015 | DNF  | Ironman Mont-Tremblant | Mont-Tremblant | –        | Rennabbruch auf der Radstrecke |
| 25. Aug. 2002 | 12   | Ironman Canada         | Penticton      | 09:15:31 | |
| 29. Juni 1997 | 2    | Ironman Japan          | Lake Biwa      |          | Erst wenige hundert Meter vor der Ziellinie wurde der lange Zeit führende Michael McCormack noch vom Ungarn Péter Kropkó überholt. |
| 26. Okt. 1996 | 12   | Ironman Hawaii         | Hawaii         | 08:38:24 | |
| 7. Okt. 1995  | 11   | Ironman Hawaii         | Hawaii         | 08:38:54 | [ 1 ] |
| 27. Aug. 1995 | 1    | Ironman Canada         | Penticton      | 08:31:55 | |
| 1991          | 1    | Ironman Canada         | Penticton      | 08:16:29 | persönliche Bestzeit auf der Ironman-Distanz                                                                                       |
| 1989          |      | Ironman Hawaii         | Hawaii         | 08:53:04 | |

(DNF – Did Not Finish)